# Liel
Liel (historisch auch Lielahe, Liehelahe, Lilaha, Liela = aus dem keltischen: der Ort wo viele Weinstöcke stehen) ist ein Teilort der Gemeinde Schliengen im Landkreis Lörrach in Baden-Württemberg.

## Bestandteile
Zum Ortsteil Liel gehören das Dorf Liel und die Höfe Karlshof (Erlenboden, Fohlenweide). Außerdem liegt die Wüstung Kutz auf der Gemarkung.

## Geografie und Lage
Liel ist ein Haufendorf in geschützter Tallage im Markgräfler Hügelland . Liel liegt oberhalb der Einmündung des Riedbächle in den Hohlebach. Im Süden grenzt der Ort an den Bad Bellinger Ortsteil Hertingen und im Westen an den Hauptort Schliengen. Im Osten sind die Kanderner Ortsteile Riedlingen und Feuerbach die Nachbarn. Im Norden grenzt das Dorf an den Schliengener Ortsteil Niedereggenen.

## Vorgeschichte
Bei Munzingen wurden altsteinzeitliche (Kulturstufe Magdalénien) Werkzeugfunde aus Jaspis den Jaspis-Vorkommen bei Liel (im Bereich der Kutzmühle) zugeordnet, woraus geschlossen wird, dass bereits vor etwa 17 000 Jahren Menschen im späteren Bann der Gemeinde Liel dieses Gestein gebrochen haben.
1880 wurde im Abraum eines Steinbruchs zwischen Liel und Kutzmühle eine Bronzeaxt aus der älteren Bronzezeit (etwa 2000 v. Chr.) gefunden.
Aufgrund von Schlackeklötzen, die im Lieler Gewann Schnepfenstöße gefunden wurden, konnte bei einer archäologischen Ausgrabung im Frühjahr 1996 die örtliche Verwendung eines Schachtofens zur Verhüttung von Eisenerz durch die keltische Bevölkerung der Latènezeit nachgewiesen werden. Die Kelten haben mit dem Bergbau auf Eisenerz in Liel begonnen.
Aufgrund einzelner Funde von Münzen, Ziegelsteinen und Ofenkacheln wird eine römische Siedlung bei Liel vermutet. In Liel soll es schon im 9. Jahrhundert ein Hofgut und zwei Sakralbauten gegeben haben – also schon vor der ersten bekannten urkundlichen Erwähnung.

## Geschichte

### Frühe Geschichte
Der Ort gehörte zu den Gütern von Guntram dem Reichen. Wegen seiner Beteiligung am Aufstand gegen König Otto I. den späteren Kaiser Otto den Großen verlor er 952 auf dem Reichstag zu Augsburg seinen Grafentitel und seine Güter. Liel wurde dem Kloster Einsiedeln zugesprochen. 1150 kam der Ort dann an das Kloster Beinwil und 1426 ist das Dorf im Eigentum der Kartause St. Margarethental in Basel. Die Freiherren von Baden waren die Vögte des Klosters und 1469 kauften sie die Güter des Klosters in Liel, nachdem Konrad von Baden bereits 1410 von Katharina von Burgund mit dem Ort Liel belehnt worden war. Die Herren von Baden gehörten zu den Breisgauer Landständen. Johann (Hans) Balthasar von Baden ließ 1560 den Badbrunnen in Liel errichten
Auch nach dem Übergang des vorderösterreichischen Breisgaus an das Kurfürstentum Baden im Jahre 1805 blieben sie bis 1830 die Grundherren des Dorfes. Sie wurden von den Freiherren von Türckheim beerbt.

### Verwaltungsgeschichte
Die verwaltungsmäßige Zuordnung der Gemeinde Liel im Großherzogtum Baden änderte mehrfach. 1807 kam sie zum badischen Oberamt Rötteln und 1813 zum Bezirksamt Kandern. Ab 1819 gehörte sie dann zum Bezirksamt/Landkreis Müllheim. Am 1. Januar 1973 wurde Liel nach Schliengen eingemeindet.

### In der Schlacht bei Schliengen 1796
Die Schlacht bei Schliengen war eine Schlacht des Ersten Koalitionskrieges, in der sich die Armeen Österreichs unter Erzherzog Karl von Österreich und der französischen Republik unter General Jean Moreau gegenüberstanden. Sie fand am 24. Oktober 1796 im Markgräflerland zwischen Basel und Freiburg im Breisgau statt. Das Kampffeld erstreckte sich auf Schliengen (mit seinen heutigen Ortsteilen Mauchen, Liel, Obereggenen, Niedereggenen), Steinenstadt, Sitzenkirch und Kandern.
Bei Liel und im Eggener Tal war eine österreichische Kolonne unter General Maximilian Baillet von Latour aufgestellt. Das Corps von Latour nahm Ober- und Niedereggenen ein und beschränkte sich dann auf Scheingefechte, da es seine eigene Artillerie in dem vom Regen aufgeweichten Gelände nicht nachführen konnte.

### Bergbau in Liel
Obwohl Spuren einer Eisenverhüttung auf der Gemarkung Liel mehr als 2000 Jahre alt sind, wurde in geschichtlicher Zeit der Abbau von Eisenerz nach den vorhandenen Belegen erst 1657 durch Hans Friedrich von Baden wiederbelebt, der am 19. Oktober 1657 von Erzherzog Ferdinand Karl mit dem Bergregal belehnt wurde. 1795 übernahm das vorderösterreichische Oberbergamt den Erzabbau für einige Jahre selbst. Die Erzausbeute war nie reichlich, aber um 1811 arbeiteten in den Lieler Gruben immerhin 21 Bergleute, wobei es einst auch einmal 80 Mann gewesen sein sollen. Das Erz wurde an die markgräflichen Eisenwerke in Kandern, Oberweiler und Hausen im Wiesental, aber zeitweise auch in die vorderösterreichischen Werke in Waldkirch und Wehr geliefert. Um 1860 endete der Erzabbau in Liel allmählich.
Noch heute sind vielfach Spuren des Bergbaus zu erkennen.

## Politik

### Ortschaftsverfassung
Die Ortschaftsverfassung ist seit 1973/74 eingeführt. Es gibt eine Ortsverwaltung mit Ortsvorsteher und acht Ortschaftsräten. Im Zuge der Gemeindereform in den Jahren 1973/74 wurde durch die Hauptsatzung für den Gemeinderat die unechte Teilortswahl eingeführt. Liel hat im Gemeinderat von Schliengen 3 Sitze.

### Wappen
In Rot ein sechsstrahliger goldener Stern. Der Stern als Wappenbild von Liel kommt schon im 19. Jahrhundert vor und könnte aus dem Wappen der Freiherren von Türckheim, den letzten Grundherren von Liel, abgeleitet sein. Im Wappen derer von Türckheim kommen die Farben rot und gold vor, aber die sechsstrahligen Sterne sind schwarz. Das Wappen in der heutigen Form wurde von der Gemeinde 1904 angenommen. 1937 wurde eine Wappenänderung beschlossen und das Wappen der Freiherren von Baden übernommen. Tatsächlich erfolgte die Wappenänderung aber erst 1952 und 1960 kam die Gemeinde wieder auf das heutige Wappen zurück.

## Sehenswürdigkeiten
|  |  |

## Vereine
Liel hat zusammen mit Niedereggenen einen Sportverein. Überdies gibt es den Gesangverein, eine Guggenmusik und eine Abteilung der Freiwilligen Feuerwehren Schliengen. Außerdem gibt es den MB Musik- und Kulturverein e. V., der jungen Musikern einen Proberaum und Musiktechnik für ihre Bands zur Verfügung stellt.

## Wirtschaft
Im Ortsteil Liel kann der Abfüllbetrieb Lieler Schloßbrunnen auf eine lange Geschichte zurückblicken. Bereits im Jahre 1560 ließ Hans Balthasar von Baden die Quelle beim dortigen Schloss suchen und erschließen.

## Öffentliche Einrichtungen
Der Ort hat einen eigenen Kindergarten und eine Grundschule.

## Persönlichkeiten
- Beatrice Sutter-Kottlar (1883–1935), österreichische Sopranistin und Gesangslehrerin, wohnte und starb auf Schloss Liel
- Otto Ernst Sutter (1884–1970), deutscher Schriftsteller, wohnte auf Schloss Liel